# Suodenniemi kyrka
Suodenniemi kyrka (finska: Suodenniemen kirkko) är en kyrka i Sastamala. Den planerades av Anton Wilhelm Arppe, och invigdes 1831. Kyrktornet från 1839 är ritat av Carl Ludvig Engel. Altartavlan Kristus i örtagården är målad av Ingeborg Malmström.